# Дом отдыха Чепца
Дом отдыха Чепца — посёлок в Глазовском районе Удмуртии. Административный центр Адамского сельского поселения.

## История
Посёлок был построен в 1957 году для сотрудников профилактория Чепецкого механического завода и дома отдыха «Чепца». Жителями посёлка стали в основном переселенцы из близлежащих деревень. Первый жилой дом в посёлке был построен в 1962 году.

## Население
| 2010 | 2012 | 2015 |
| ---- | ---- | ---- |
| 710  | ↘694 | ↗763 |

### Национальный состав
Согласно результатам переписи 2002 года, в национальной структуре населения русские составляли 44 %, удмурты — 47 %

## Улицы
- ул. Огородная,
- ул. Садовая,
- ул. Солнечная[6].

## Инфраструктура
В поселке работают детский сад и фельдшерско-акушерский пункт.